# Doctor Strange (film)
Doctor Strange är en amerikansk superhjältefilm från 2016 om Marvel-figuren Doctor Strange. Det är den fjortonde filmen från Marvel Cinematic Universe. Filmen är regisserad och skriven av Scott Derrickson, med C. Robert Cargill och Jon Spaihts som medförfattare. Huvudrollen som Doctor Strange spelas av Benedict Cumberbatch med övriga roller spelade av bland andra Chiwetel Ejiofor, Rachel McAdams, Benedict Wong, Mads Mikkelsen och Tilda Swinton.
Filmen hade biopremiär i Sverige den 28 oktober 2016, utgiven av Walt Disney Studios Motion Pictures. I USA hade filmen premiär den 4 november samma år.

## Handling
Stephen Strange är en framgångsrik men arrogant neurokirurg som efter en bilolycka har förlorat kontrollen över sina händer. Utan medicinsk möjlighet att återställa dem beger han sig till Katmandu, Nepal för att söka upp Den forne, en mystisk magiker som inte bara kan lära honom att läka sina händer, utan också övernaturliga krafter som kan användas till att beskydda världen mot ondska.

## Rollista

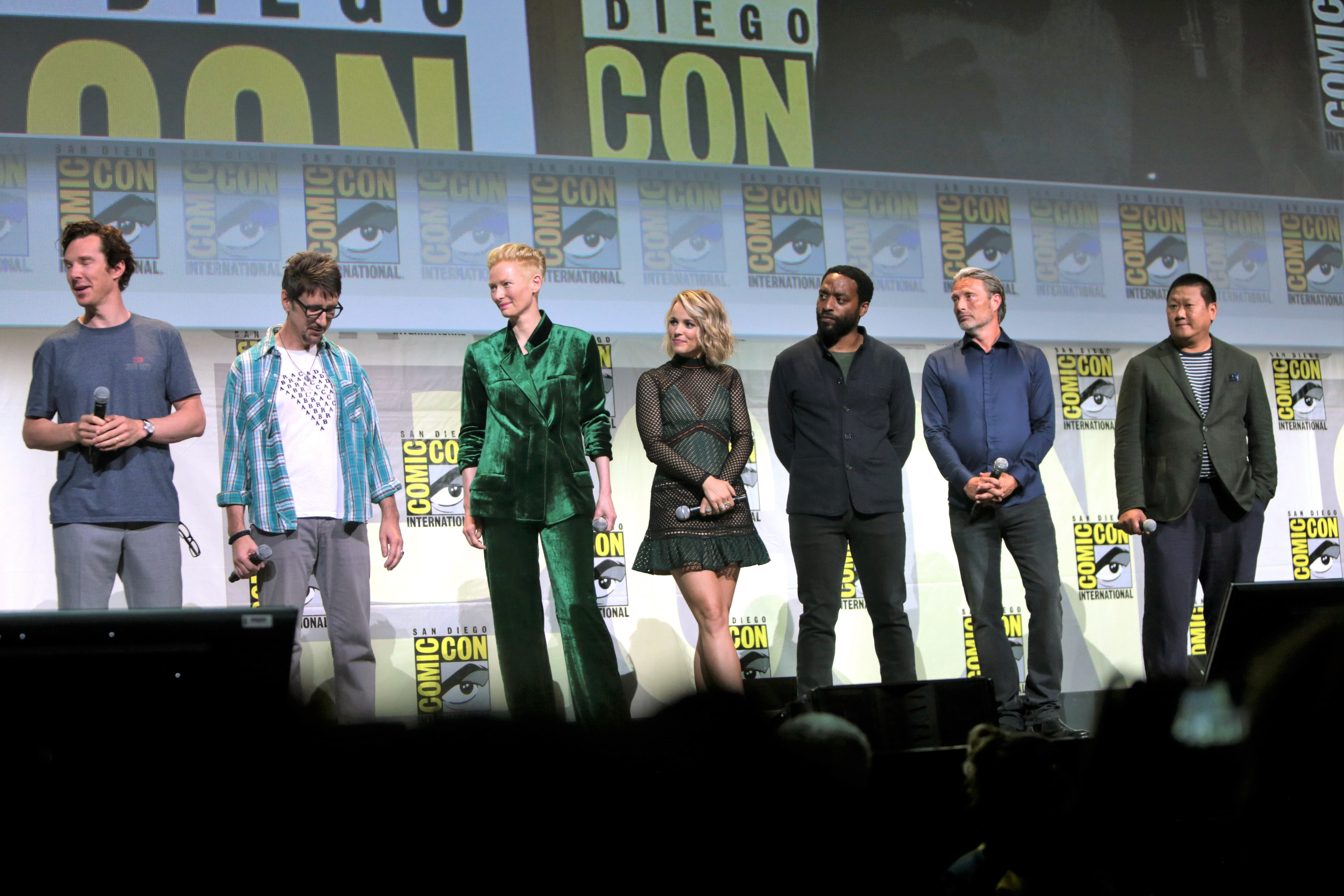
Från vänster till höger: Cumberbatch, Derrickson, Swinton, McAdams, Ejiofor, Mikkelsen och Wong på San Diego Comic-Con 2016.

- Benedict Cumberbatch – Dr. Stephen Strange / Doctor Strange
- Chiwetel Ejiofor – Baron Karl Mordo
- Rachel McAdams – Dr. Christine Palmer
- Benedict Wong – Wong
- Mads Mikkelsen – Kaecilius
- Tilda Swinton – Den forne (The Ancient One)
- Michael Stuhlbarg – Dr. Nicodemus West
- Benjamin Bratt – Jonathan Pangborn
- Scott Adkins – Lucian / Strong Zealot
- Zara Phythian – Brunette Zealot
- Alaa Safi – Tall Zealot
- Katrina Durden – Blonde Zealot
- Topo Wresniwiro – Hamir
- Umit Ulgen – Sol Rama
- Linda Louise Duan – Tina Minoru
- Mark Anthony Brighton – Daniel Drumm
- Amy Landecker – Dr. Bruner
- Chris Hemsworth – Thor (cameo)
- Stan Lee – Busspassagerare (cameo)

## Mottagande
Doctor Strange möttes av positiva recensioner av kritiker, särskilt för filmens unika och uppfinningsrika specialeffekter. På Rotten Tomatoes har filmen ett medelbetyg på 89%, baserade på 387 recensioner, och ett genomsnittsbetyg på 7,3 av 10. På Metacritic har filmen genomsnittsbetyget 72 av 100, baserade på 49 recensioner.